# Rainy Day Women ♯12 & 35
〈Rainy Day Women ♯12 & 35〉은 미국의 싱어송라이터 밥 딜런이 작곡한 곡으로 1966년 음반 《Blonde on Blonde》의 오프닝 트랙이다. 1966년 4월 싱글로 발매되어 영국 7위, 미국 차트 2위에 올랐다. 컬럼비아 레코드의 내슈빌 스튜디오에서 녹음된 〈Rainy Day Women〉는 요란한 브라스 밴드의 반주가 특징이다. 이 곡의 제목은 가사의 어디에도 나타나지 않으며, 제목에 더하여 반복되는 코러스 "Everybody must get stoned"의 의미에 대해 "모든 사람은 돌에 맞아야(약에 취해야) 한다"는 많은 논란이 있어 왔다. 이 곡은 일부 평론가들에 의해 "마약 노래"로 불리며 논란이 되고 있다.

## 배경 및 작곡
이 곡은 브라스 밴드 편곡과 논란이 많은 코러스 "모두 약에 취해야 한다"로 유명하다. 《Blonde on Blonde》에서 키보드를 연주했던 알 쿠퍼는 딜런이 컬럼비아의 내슈빌 스튜디오에서 이 곡을 처음 연주했을 때 프로듀서 밥 존스턴이 "멋진 구세군 스타일로 들릴 것"이라고 제안했다고 회상했다. 딜런이 한밤중에 금관악기 연주자를 어떻게 찾을지 묻자 트럼펫 연주자 찰리 맥코이가 전화를 걸어 트롬본 연주자를 불러들였다.
그 노래는 본질적으로 F의 키에 있는 단순한 블루스 화음 진행이다. 트롬본, 투바, 피아노, 베이스, 드럼, 탬버린이 연주하는 부분은 모든 구절에서 사실상 그대로 남아 있다. 배경에서 많은 웃음과 함성이 이 곡에 동반되어 낮은 음량으로 섞이고, 딜런은 그의 보컬 전달 동안 여러 번 웃는다.
이 곡은 1966년 3월 10일 이른 시간에 내슈빌에 있는 컬럼비아 뮤직 로우 스튜디오에서 녹음되었다. 딜런 전기작가 하워드 사운스의 이야기에서 트랙의 혼란스러운 음악적 분위기는 음악가들이 비정통적인 방식으로 그리고 파격적인 악기로 연주함으로써 얻어졌다. 맥코이는 베이스를 트럼펫으로 바꿨다. 드러머 케니 버트리는 하드백 의자 두 개에 베이스 드럼을 설치해 팀파니 망치를 이용해 연주했다. 웨인 모스는 베이스를 연주했고, 스트르젤레키는 알 쿠퍼의 오르간을 연주했다. 쿠퍼는 탬버린을 연주했다. 프로듀서 밥 존스턴은 "우리 모두가 걸어다니며 소리를 지르고 연주하고 노래했다"고 회상했다.